# Christian Trentsch
Christian Trentsch auch: Trentschius Trentzsch (* 1605 in Großenhain; † 26. April 1677 in Wittenberg) war ein deutscher didaktischer Logiker und Metaphysiker.

## Leben
Christian war der Sohn des Großenhainer Bürgermeisters Aegidius Trentsch (* 1. September 1565 in Großenhain; † 16. Juli 1648 ebd.) und dessen zweiter Frau Barbara Winckelmann (verh. 1599; † 10. April 1623 in Großenhain), die Tochter des Amtsschössers in Großenhain und Moritzburg Laurentius Winckelmann. Nach anfänglicher Ausbildung an seinem Geburtsort, bezog Trentsch am 9. Februar 1619 die kurfürstlich sächsischen Landesschule St. Afra in Meißen, welche damals unter der Leitung des Rektors Johann Bechmann stand. Nachdem er bereits 1620 an der Universität Leipzig deponiert worden war, immatrikulierte sich Trentsch am 31. Oktober 1629 an der Universität Wittenberg, wo er unter der Leitung von Martin Trost ein philosophisches Studium der orientalischen Sprachen absolvierte.
Anschließend wechselte er an die Universität Leipzig, wo er sich 1634 den akademischen Grad eines Magisters der Philosophie erwarb. Danach kehrte er zurück nach Wittenberg und erlangte am 31. Oktober 1635 die Lehrbefähigung für orientalische Sprachen an Hochschulen als Magister legens. Zu Studienzwecken absolvierte er eine Kavaliersreise, welche ihn unter anderem nach Dänemark führte. Er kehrte zurück nach Wittenberg, wo er am 18. Oktober 1639 als Adjunkt an der philosophischen Fakultät aufgenommen wurde. 1649 wurde er Professor der didaktischen Logik und Metaphysik. Als Hochschullehrer der Leucorea beteiligte er sich auch an den organisatorischen Aufgaben der Hochschule. So war er im Sommersemester 1642, sowie den Wintersemestern 1652, 1658, 1663, 1670 Dekan der philosophischen Fakultät. Zudem war er in den Sommersemestern 1652 und 1668 Rektor der Alma Mater.
Trentsch heiratete 1650 Anna Maria Engelhart (1630–1688), die Tochter von Zacharias Engelhard. Aus der Ehe stammen mehrere Kinder. Von diesen kennt man:
- Johannes Trentsch (* 10. September 1664 in Wittenberg; † 8. August 1666 ebd.)[5]
- Christian Trentsch (immatr. 2. Mai 1668 UWB[6])
- Anna Dorothea Trentsch (* 10. Dezember 1658; † 27. Januar 1667 ebd.)[7]
- Anna Maria Trentsch
- Catharina Elisabeth Trentsch
- Dorothea Christina Trentsch

## Werke
- Disputatio de philosophiae natura. Röhner, Wittenberg 1656.
- Disquisitio philosophica de propriorum communicatione. Haken, Wittenberg 1649. (Digitalisat)
- Exercitationum metaphysicarum nona ... De principio et principiato. Röhner, Wittenberg 1653. (Digitalisat)
- Disp. de natura praedicationis.[8]
- Disputatio Metaphysica De Veritate Transcendentali. Röhner, Wittenberg 1652. (Digitalisat)
- Theoria metaphysica de bonitate transcendentali . Oelschlegel, Wittenberg 1659. (Digitalisat)
- Exercitatio Metaphysica De Necessario Et Contingente. Borckard, Wittenberg 1662. (Digitalisat)
- Collegium metaphysicorum XXIV. exercitationibus comprehensum / 15: De eodem et diverso. Röhner, Wittenberg 1657.
- Exercitationum metaphysicarum decima septima. De universali et singulari. Röhner, Wittenberg 1656. (Digitalisat)
- Exercitationum metaphysicarum octava. De potentia et actu. Röhner, Wittenberg 1654. (Digitalisat)
- Exercitationum metaphysicarum septima ... De disjunctis affectionibus entis in genere. Röhner, Wittenberg 1653. (Digitalisat)
- De unitate tam indivisibili quam divisibili. Borckard, Wittenberg 1665.
- Dialexis der sophistica. Röhner, Wittenberg 1641. (Digitalisat)
- Disp. de enunciatione infinita.[9]
- De concursi causae primae cum causa secunda. Hake, Wittenberg 1670.
- Disputatio ex metaphysicis de conditione sine qua non. Wendt, Wittenberg 1663. (Digitalisat)
- Disputatio De Problemate Physico, Utrum aliquid Rationis quibusdam Brutis competat. Röhner, Wittenberg 1639. (Digitalisat)
- Ex Philosophia Prima De Causa Morali Diatribe I. Borckard, Wittenberg 1664. (Digitalisat)
- Disputatio physica de intellectu. Haken, Wittenberg 1656. (Digitalisat)
- Discursus Metaphysicus de uno. Haken Wittenberg 1649.
- Disp. de quaestione: an existentia scriptuum ex natura demonstrari possit?
- De Theologia Naturali Disputatio Philosophica. Haken, Wittenberg 1651. (Digitalisat)
- De Inscripta Libro Naturae Dei Existentia Disputatio Pneumatica. Hake, wittenberg 1664. (Digitalisat)
- Disp. positiones 15 philosopico-philologicas.[10]